# Орден «Святой Александр»
Орден «Святой Александр» (болг. Орден «Свети Александър») — государственная награда Княжества, а с 1908 года — Царства Болгарии. 

## История
Орден был учреждён Указом князя Александра Баттенберга от 25 декабря 1881 (6 января 1882) года и назван в честь его небесного покровителя. Предназначался для награждения военных и гражданских лиц за проявленную храбрость, за государственные заслуги, а также в знак личного благоволения князя, а позднее царя Болгарии.
После отмены монархии в Болгарии в 1946 году орден продолжал существовать, однако был окончательно упразднён в 1948 году новым коммунистическим правительством Болгарии вместе с другими царскими наградами и с тех пор больше не восстанавливался как государственная награда, но сохранился как династическая.

## Положение о награде
Орден предназначается для награждения военных и гражданских лиц за проявленную храбрость, за государственные заслуги, а также в знак личного благоволения князя Болгарии, который является магистром ордена «Святой Александр».

## Описание
Первоначально орден «Святой Александр» имел пять основных степеней и одну специальную степень — цепь ордена «Святой Александр»:
- Цепь ордена «Святой Александр»;
- I-я степень ордена «Святой Александр»;
- II-я степень ордена «Святой Александр»;
- III-я степень ордена «Святой Александр»;
- IV-я степень ордена «Святой Александр»;
- V-я степень ордена «Святой Александр».

В дальнейшем появились шестая степень и Великий крест, а Цепь ордена «Святой Александр» разделилась на Большую и Малую цепь. К 1946 году степени и отличия ордена «Святой Александр» выглядели следующим образом:
- Большая цепь ордена «Святой Александр» (болг. Голямо огърлие на ордена);
- Малая цепь ордена «Святой Александр» (болг. Малко огърлие на ордена);
- Великий крест ордена «Святой Александр» (болг. Велик кръст на ордена);
- Большой крест ордена «Святой Александр» (болг. Голям кръст);
- Большой офицерский крест «Святой Александр» (болг. Голям офицерски кръст);
- Командорский крест ордена «Святой Александр» (болг. Командирски кръст);
- Офицерский крест ордена «Святой Александр» (болг. Офицерски кръст);
- Рыцарский крест ордена «Святой Александр» (болг. Кавалерски кръст);
- Серебряный крест ордена «Святой Александр» (болг. Сребърен кръст).

Орден «Святой Александр» имел знак ордена, цепь ордена и звезду ордена. Пять старших степеней имели знак ордена и звезду ордена; четыре младшие — только знак ордена. Две высшие степени ордена «Святой Александр» имели специальное отличие — цепь ордена «Святой Александр».
Большая цепь ордена «Святой Александр» предназначалась только для монарха, как Магистра ордена «Святой Александр», и его сыновей. Всего было вручено пять Больших цепей ордена «Святой Александр». Малая цепь ордена «Святой Александр» вручалась иностранным монархам и главам государств. Великий и большой кресты жаловались министрам, государственным и военным деятелям высочайшего ранга. Вторая степень жаловалась генералам, правительственным чиновникам и высшему духовенству, третья — полковникам, четвертая — старшим офицерам. Пятая степень жаловалась младшим офицерам, шестая — унтер-офицерам и солдатам, чиновникам низшего ранга.
Знаки ордена «Святой Александр» всех степеней имеют три вида:
- Орден «Святой Александр», без мечей;

для гражданских лиц,
- Орден «Святой Александр», с мечами над крестом;

для военных лиц, за заслуги в мирное время,
- Орден «Святой Александр», с мечами между сторонами креста.

для военных лиц, за заслуги в военное время.
Звезда ордена «Святой Александр» восьмиконечная, серебристого цвета, в центре имеет круглый медальон, покрытый красной эмалью, с надписью славянской вязью золотыми буквами: СВ АЛЕКСАНДРЪ. Медальон окружён широким кольцом белой эмали, с надписью вверху золотыми буквами: СЪ НАМИ БОГЪ, и двумя золотыми лавровыми ветвями внизу.
Орденская лента ордена «Святой Александр» красная, муаровая.

## Знаки ордена
| Орден «Святой Александр»           | Орден «Святой Александр»      | Орден «Святой Александр»      | Орден «Святой Александр»        | Орден «Святой Александр»                | Орден «Святой Александр» |
| Большая цепь                       | Малая цепь                    | Великий крест                 | I-я степень (Большой крест)     | II-я степень (Большой офицерский крест) |                          |
| ---------------------------------- | ----------------------------- | ----------------------------- | ------------------------------- | --------------------------------------- | ------------------------ |
|                                    |                               |                               |                                 |                                         |                          |
|                                    |                               |                               |                                 |                                         |                          |
|                                    |                               |                               |                                 |                                         |                          |
| III-я степень (Командорский крест) | IV-степень (Офицерский крест) | V-я степень (Рыцарский крест) | VI-я степень (Серебряный крест) |                                         |                          |
|                                    |                               |                               |                                 |                                         |                          |
|                                    |                               |                               |                                 |                                         |                          |